# ガブリエル・フェリエール
ガブリエル・フェリエール（Gabriel Ferrier、1847年9月29日 - 1914年6月6日 ）はフランスの画家である。

## 略歴
フランス南部のニームの薬局店主の息子に生まれた。息子の絵の才能を認めて父親によってパリで学ぶことを許され、パリのエコール・デ・ボザールに入学し、エルネスト・エベールやイジドール・ピルスに学んだ。1869年にサロン・ド・パリに出展。1872年にローマ賞を受賞し、ローマ留学の奨学金を得た。1873年から1876年まで、ローマの在ローマ・フランス・アカデミーで学んだ。
肖像画家として、フランス第三共和政の時代の貴族や政治家を描いた。1883年にアルジェリアを旅し、「オリエンタリズム」の絵画も描くようになった。1889年のパリ万国博覧会の展覧会に出展し、金メダルを受賞した。
レジオン・ドヌール学校 (Maison d'éducation de la Légion d'honneur) の絵画の教授に任じられ、ジャン＝レオン・ジェロームの後任としてエコール・デ・ボザールの講師となった。アカデミー・ジュリアンでも教えた。フェリエールが教えた画家にはポール＝エミール・ベカ、ロジェ・ビシエール、アンドレ・フォー、ルイス・リカルド・ファレロ、アルベール・リンチ、クレマンティーヌ＝エレーヌ・デュフォーらがいる。
1906年にレジオンドヌール勲章（シュヴァリエ）を受勲した。

## 作品

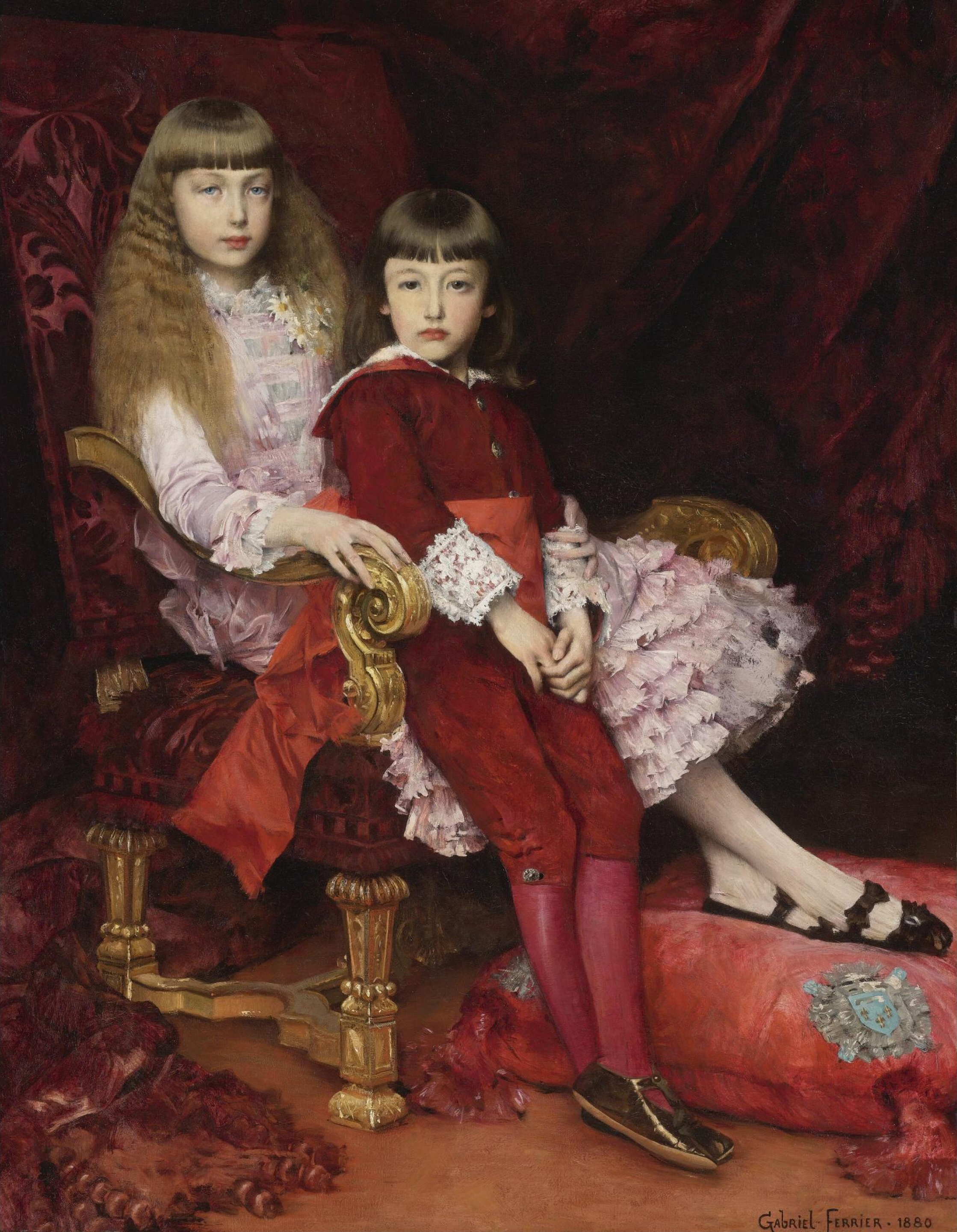
少年時代のギーズ公と姉(1880)
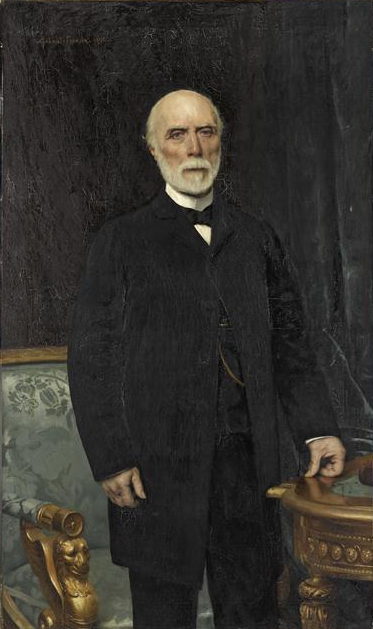
シャルル・ド・フレシネ-フランス首相 (1894)
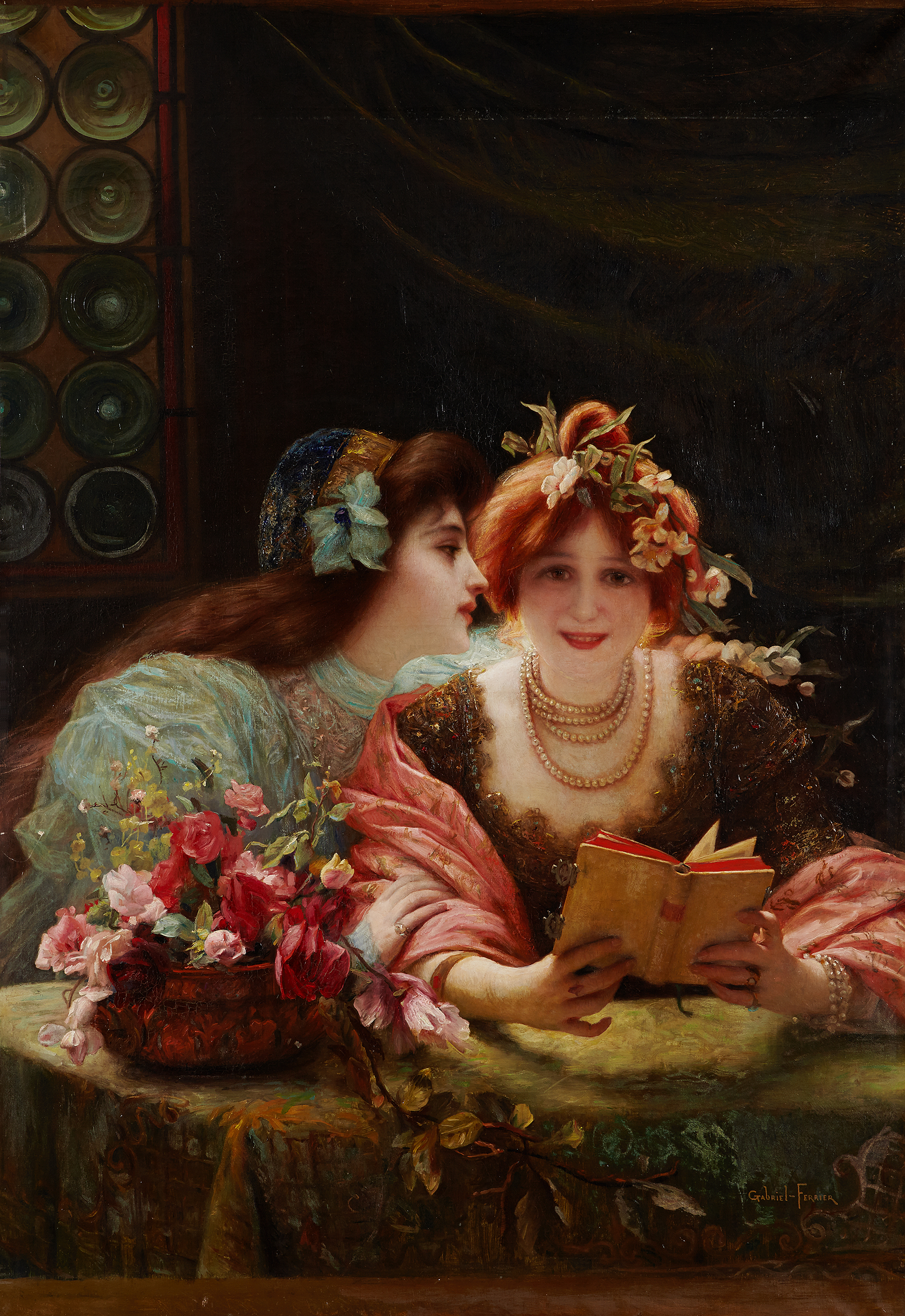
La lecture
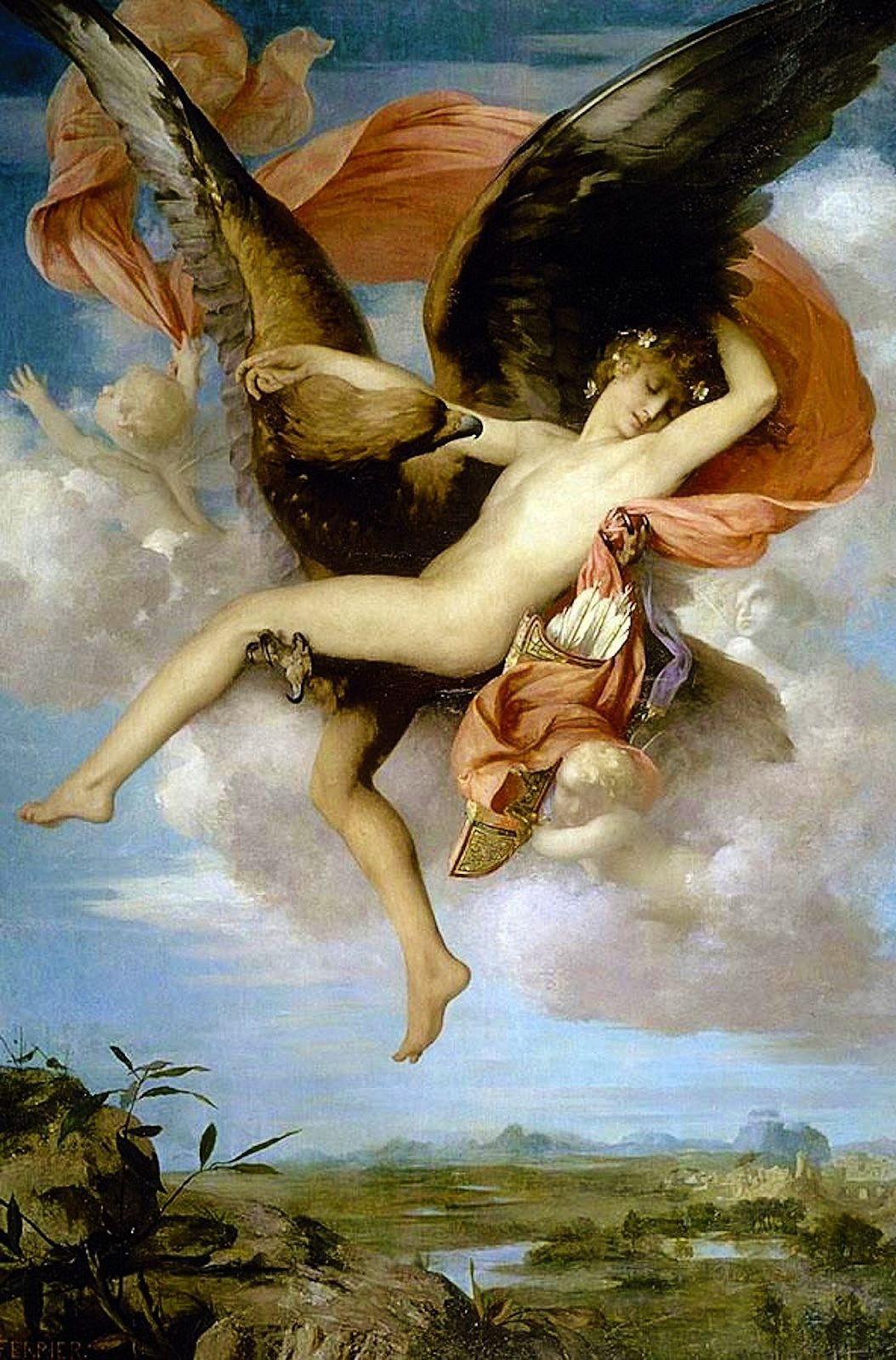
ガニュメーデース (1874)
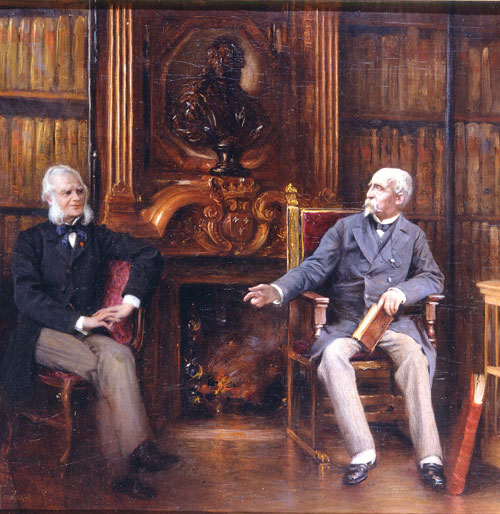
(c.1880)
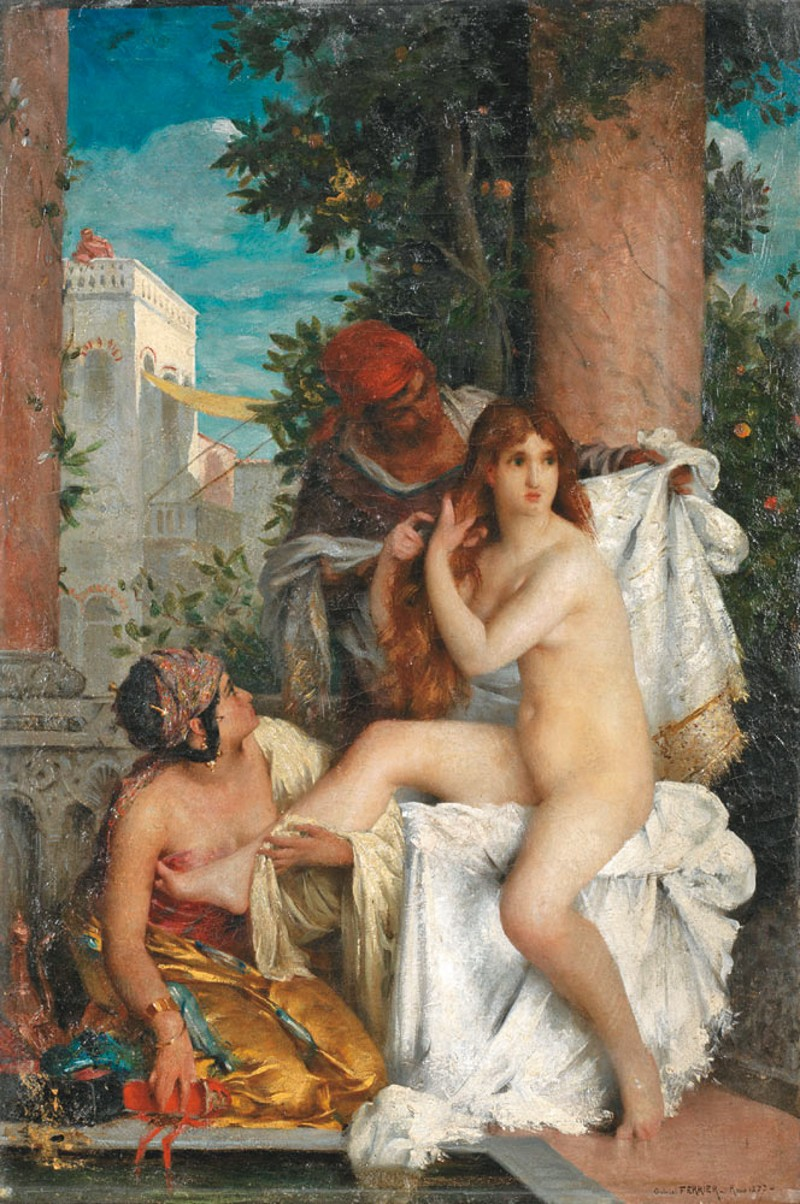
La toilette de la favorite (1877)
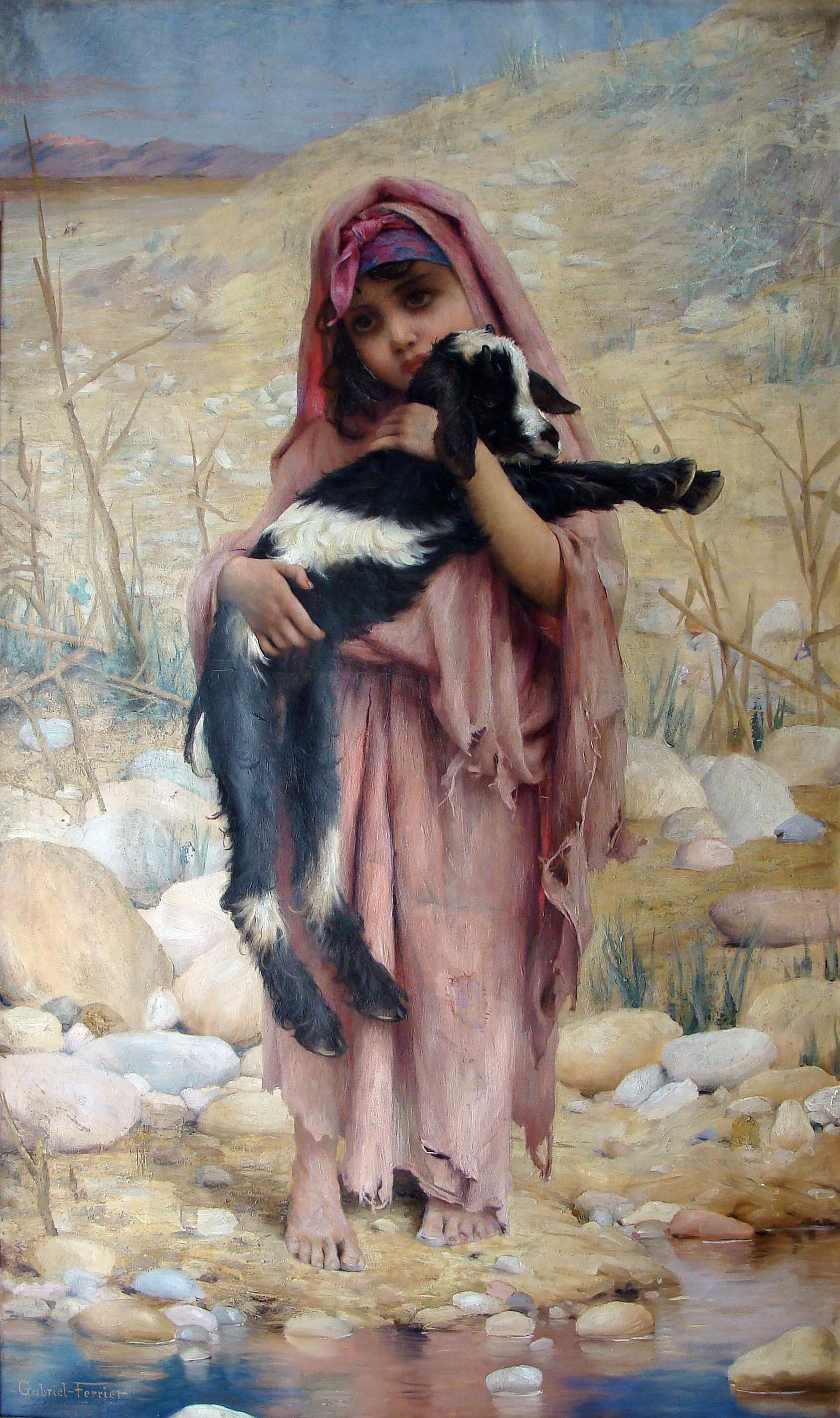
若いアルジェリアの羊飼い